# Say I do/Tokyo Crazy Night
『Say I do/Tokyo Crazy Night』は、Travis Japan初のCDシングルであり、初のダブルAサイドシングル。ユニバーサルミュージックより2025年3月5日に発売された。
表題曲である「Say I do」と「Tokyo Crazy Night」はCD発売に先駆け、3月3日に先行デジタル配信された。

## 概要
初回T盤（CD+Blu-ray/CD+DVD）、初回J盤（CD+Blu-ray/CD+DVD）、通常盤（CD）、UNIVERSAL MUSIC STORE盤（CD+Blu-ray/CD+DVD）の4形態で発売。初回T盤と通常盤のジャケット写真は「Say I do」の世界観で作られており、メンバーはコンセプトである恋愛相談所の相談員に扮している。初回J盤とUNIVERSAL MUSIC STORE盤のジャケット写真は「Tokyo Crazy Night」の曲調に合わせたもので、セクシーな雰囲気をまとったメンバーの姿が見られる。この2バージョンのTravis Japanは、封入特典と先着外付け特典それぞれのビジュアルにも使用されている。
「Say l do」は宮近海斗が葵わかなとW主演を務めるテレビ朝日オシドラサタデー『ホンノウスイッチ』の主題歌。一生の恋だと感じる恋愛に出会ったときの心弾む気持ちを、ピアノの音が響くなか、情熱的な歌詞を柔らかいボーカルで歌い上げるまっすぐな恋愛ソングである。MVは、Travis Japanとは「Sweetest Tune」「Crazy Crazy」に続いて3曲目のタッグとなる韓国のYVNG WINGが手掛けたストーリー仕立ての作品になっており、メンバーが恋愛相談員として相談に来た男性の恋を成就させるために奮闘していく様子がダンスシーンを封印したショートムービーのような映像で描かれる。振付はs**t kingzのNOPPOが担当した。
「Tokyo Crazy Night」は松倉海斗が主演を務めるABCテレビ『トーキョーカモフラージュアワー』の主題歌で、ドラマのために書き下ろされ、1月8日に公開されたドラマロングPR映像で初解禁された。タイトル通り東京を感じさせるアップテンポな現代的サウンドとレトロな雰囲気を併せ持つ、大人の夜を感じさせるようなクールでシティポップな楽曲で、男女の恋の駆け引きが歌われている。MVは「Sweetest Tune」と同じくMacotoが振付を手掛け、メンバーはブラックな空間で激しくフォーメーションを変化させながら、ピタリと息のあったダンスを披露している。ファンの前ではアリーナツアー「Travis Japan Concert Tour 2025 VIIsual」2月9日の愛知・Aichi Sky Expo（愛知県国際展示場）公演で初披露され、のちにYouTubeでパフォーマンスビデオとして公開された。
池袋のサンシャインシティでは本作のリリースに合わせ、3月5日から5月25日までオリジナルムービーの上映や、館内でのフォトパネル・ポスター展示などTravis Japanとのコラボレーションが実施された。また、サブスクリプション型音楽ストリーミングサービス・AWAでは、リリース記念として3月7日にオンライン空間「ラウンジ」でTravis Japanを特集するイベントを開催し、宮近と松倉が参加した。

## リリース

### 特典
先着先付け特典
- 初回T盤：クリアポスター（B4）
- 初回J盤：クリアファイル（B5）
- 通常盤：フォトフレーム風クリアカード3種セット
- UNIVERSAL MUSIC STORE盤：フォトカード（A6）

初回封入特典
期間限定（3月4日正午12:00 - 4月4日18:00）でオリジナル動画の視聴ができるシリアルナンバーが封入。
- 初回T盤：「Say I do」Part Switch 〜ドキドキダンスチャレンジ！〜
- 初回J盤：「Tokyo Crazy Night」Part Switch 〜セクシーダンスチャレンジ〜
くじを引いたメンバーが本来の自分のパートとは違うパートでダンスするチャレンジ企画。
- UNIVERSAL MUSIC STORE限定盤：World Tour -Behind the Scenes in NY-
ニューヨーク観光オフショット。
- 通常盤：O-Shan-Tee選手権
「O-Shan-Tee」の大事なパートの歌割りをどのメンバーが歌うか決めるバラエティコンテンツ。

封入特典
- 初回T盤：ステッカーシートA+トレカ3枚セットA
- 初回J盤：ステッカーシートB+トレカ3枚セットB
- UNIVERSAL MUSIC STORE限定盤：フォトブック（40ページ）
各地のライブ写真が収められている。

「Travis Japan Concert Tour 2025 VIIsual」会場限定特典
- 初回T盤：トレカ6種セットA
- 初回J盤：トレカ6種セットB
- 通常盤（初回プレス）：トレカ6種セット C

### 仕様
- 初回T盤・初回J盤・通常盤（初回プレス）：スリーブケース
- UNIVERSAL MUSIC STORE限定盤：三方背ケース

## 収録内容
クレジット出典

### CD

#### 初回T盤
1. Say l do［4:02］
作詞：FUNK UCHINO / 作曲： Christofer Erixon、Josef Melin / 編曲：SILLY TEMBA、Josef Melin
2. Tokyo Crazy Night［3:30］
作詞： YUUKI、Hayato Yamamoto、JUN
3. Be Your Shadow［3:26］
作詞： June（Korea）、D&H / 作曲：Rajan Muse、Jan Baars、Fernstream / 編曲： Rajan Muse、Jan Baars

#### 初回J盤
1. Say l do
2. Tokyo Crazy Night
3. My Own Night［3:17］
作詞：FUNK UCHINO / 作曲：David Simon、Mr.Mustard / 編曲：Mr.Mustard
サンシャインシティコラボレーションムービー使用曲[32]。

#### UNIVERSAL MUSIC STORE盤
1. Say l do
2. Tokyo Crazy Night

#### 通常盤
1. Say l do
2. Tokyo Crazy Night
3. Backup Plan［2:48］
作詞：JUN / 作曲：Erik Lidbom / 編曲：Erik Lidbom、Karrinator
4. O-Shan-Tee［2:59］
作詞・作曲・編曲：HIKARI

### Blu-ray/DVD

#### 初回T盤
約40分収録。
- Say I do -Video Clip-
- Say I do -Behind the scenes-
- テレビ朝日 ドリームフェスティバル2024 -Live Performance-
2024年9月に出演した「テレビ朝日ドリームフェスティバル2024」のライブパフォーマンス映像[33]。

#### 初回J盤
約90分収録。
- Tokyo Crazy Night -Video Clip-
- Tokyo Crazy Night -Behind the scenes-
- 密着！TJプライベートクイズ！〜メンバーのオフにお邪魔してきました〜
メンバーのプライベート密着映像と、それをもとに他メンバーが答えていくクイズ形式のバラエティーコンテンツ映像[34]。天の声として先輩も登場[34]。

#### UNIVERSAL MUSIC STORE盤
約90分収録。
- World Tour 2-24 Road to A -Live in Los Angeles & Tour Documentary-
2024年の9月および10月に台北・香港・バンコク・シアトル・ロサンゼルス・ニューヨークの6都市で開催した『World Tour 2024 Road to A』のライブ映像、メンバーが各地で楽しむ様子やライブの裏側を収めたドキュメンタリー[26]。

## チャート成績
オリコンでは初週14.3万枚売り上げ、2025年3月17日付「オリコン週間シングルランキング」で初登場1位を獲得。同日付「オリコン週間デジタルシングル（単曲）ランキング」でも「Say I do」が初週DL数2万5646DL、「Tokyo Crazy Night」が初週DL数2万1122DLで1位、2位を独占した。そしてこれらのポイントの積み上げにより、週間17万5246PTで同日付「オリコン週間合算シングルランキング」でも首位を獲得した。